# César Peñaranda
César Augusto Peñaranda Murguira (* 14. Mai 1915 in Callao; † 22. März 2007) war ein peruanischer Radrennfahrer.

## Sportliche Laufbahn
Peñaranda war im Straßenradsport aktiv. 1936 startete er bei den Olympischen Sommerspielen in Berlin. Im olympischen Straßenrennen kam er nicht ins Ziel. Die peruanische Mannschaft mit Manuel Bacigalupo, César Peñaranda, Gregorio Caloggero und José Mazzini kam nicht in die Mannschaftswertung.